# ContraPoints
Натали Винн (англ. Natalie Wynn; род. 21 октября 1988, Виргиния, США) — американская видеоблогерша, ведущая канал ContraPoints, специализирующийся на комедийных и образовательных видео на темы гендера, расы, политики, философии и социальной справедливости. Видео Винн получили высокую оценку за использование освещения и костюмов и тонкое, ироничное чувство юмора.

## Содержание
Винн открыла канал в 2008 году, выпуская видео об атеизме, но позже сменила фокус канала на оппонирование правым видеоблогерам, сообщество которых значительно выросло на YouTube в конце 2010-х годов.
Винн — социалистка и феминистка. Она училась в аспирантуре Северо-Западном университете и работала там преподавательницей философии. В своих видеороликах она обращается к философии, социологии и личному опыту для объяснения и, часто, критики распространённых мнений альтернативных правых, фашистов, классических либералов и консерваторов. Винн также объясняет левые идеи, такие как культура изнасилования и культурная апроприация. Однако вместе с этим она критикует тенденцию левых представлять аргументы, которые «верны логически, но провальны как метод убеждения». Другие ролики на её канале рассказывают о её жизни как трансгендерной женщины.
Видео канала ContraPoints часто имеют агрессивный и юмористический тон и содержат чёрный или сюрреалистический юмор, сарказм и проявления сексуальности. Винн регулярно иллюстрирует концепции собственной актёрской игрой, изображая разных персонажей, одетых в тщательно продуманные костюмы и участвующих в жарких дебатах. Видеоролики демонстрируют режиссёрскую работу Винн; Тодд Вандерверфф из Slate выделяет «сложные схемы освещения, изысканные костюмы и реальное внимание к эстетике, которого часто не увидишь и на телевидении, не то что на YouTube». Кэтрин Кросс, взяв интервью у Натали Винн для The Verge в августе 2018 года, отметила существенную разницу между Винн и Контрой (англ. Contra), одним из персонажей, которых она играет в своих видео. Контра блистательна, безразлична, декадентна и пренебрежительна, в то время как Винн может быть искренней — и «глубоко переживает, почти слишком глубоко».

## Критика
Видео ContraPoints хвалили за их чёткость, тонкость и чувство юмора, привлекающее внимание. В статье, противопоставляющей её искренность и ироническое чувство юмора, The Verge описывает Винн как «Оскара Уайльда YouTube». New York Magazine пишет: «ContraPoints очень хороша. Независимо от наличия или отсутствия интереса у зрителя к культурным войнам в Интернете, нацистам с YouTube или любой другой тематике из встречающихся в её видео, все они смешны, причудливы, умны и аргументированы». Нэйтан Робинсон из журнала Current Affairs описывает ContraPoints как «блицкриг одной женщины против правых YouTube», характеризуя её видео как «не похожие ни на что из того, что [он] видел […] Она показывает, как нужно вести дебаты: не уступая ни дюйма ядовитым идеям, но задействуя превосходящий противника ум, более смешные шутки и более элегантные костюмы». Он также отмечает, что из-за юмора канала и его прямого внимания к онлайн-культуре он хорошо подходит аудитории миллениалов. Проведённый Винн анализ использования фашистами мемов и засекреченных символов цитировался правозащитной организацией Southern Poverty Law Center в статье, объясняющей использование ультраправыми жеста OK.
Журналистка Лиза Федерстон рекомендует канал, утверждая, что Винн делает «потрясающую работу», признавая правоту отдельных аргументов своих оппонентов и развенчивая слабые тезисы, а также раскрывая влияние порой малоизвестной ультраправой политической повестки. В ноябре 2018 года, после того как видео ContraPoints об инцелах достигло более миллиона просмотров, The New Yorker выпустил очерк о канале, описывая Винн как «одну из немногих полузнаменитостей Интернета, которые умны настолько, насколько они о себе думают, и одну из немногих левых, которые могут подробно излагать, не вызывая скуки». Тодд Вандерверфф похвалил видеоролики Винн как «зачастую прекрасные» и выразил точку зрения, что Винн идеально подходит для YouTube как контент-платформы. The Atlantic положительно оценил использование Винн «пышных декораций, приглушённого освещения и специально созданной музыки композитора Зои Блейд» и сказал о её видео, что «наиболее зрелищна в них сама Винн». Polygon назвал её видео об инцелах одним из 10 лучших видеоэссе 2018 года.

## Личная жизнь
Винн — транс-женщина, что широко освещается в её видеороликах. Она начала трансгендерный переход в июле 2017 года и в прошлом идентифицировала себя как гендерквир. Она проживает в Балтиморе (штат Мэриленд, США). В 2020 году в своём видео «Shame» сделала каминг-аут как лесбиянка.